# Benedetta (film)
Benedetta is een Frans-Nederlandse film uit 2021, geregisseerd door Paul Verhoeven. met in de hoofdrol Virginie Efira als Benedetta Carlini, een non in de 17e eeuw die zich aansluit bij een Italiaans klooster en een relatie krijgt met een vrouw. De film is gebaseerd op het historische non-fictieboek Immodest Acts: The Life of a Lesbian Nun in Renaissance Italy uit 1986 van Judith C. Brown.
De film ging in première op het filmfestival van Cannes op 9 juli 2021.

## Verhaal
De 17e-eeuwse Italiaanse non Benedetta Carlini krijgt eind 17e eeuw, terwijl buiten de stadsmuren de pest woedt, een seksuele lesbische relatie met haar mede-zuster Bartolomea. Ze krijgt ook (meestal erotisch geladen) visioenen van Jezus, waarbij in een van de visioenen een man die gelijkenissen met Jezus vertoont haar probeert te verkrachten. Tijdens een van deze visioenen ontstaat in bepaalde nacht een stigmata bij haar (wonden die refereren aan de kruisinging van Jezus), waardoor ze al snel in achting stijgt in de kloosterorde. Volgens sommige mede-zusters manipuleert ze de boel echter. Benedetta's relatie met Bartolomea komt aan het licht, wat tot stevige ondervragingen leidt van de religieuze leiding. Bartolomea erkent na te zijn gemarteld dat zij en Benedetta seksuele hulpmiddelen hebben gebruikt. Als gevolg van die bekentenis wordt Benedetta uiteindelijk veroordeeld tot de brandstapel. Ze weet te ontsnappen en keert na enige tijd terug naar het klooster, waarbij het haar lukt om de pest buiten de stadsmuren te houden.

## Rolverdeling
| Acteur             | Personage                    |
| ------------------ | ---------------------------- |
| Virginie Efira     | Benedetta Carlini            |
| Charlotte Rampling | Zuster Felicita, de abdis    |
| Daphné Patakia     | Bartolomea                   |
| Lambert Wilson     | Alfonso Giglioli, de nuntius |
| Hervé Pierre       | Paolo Ricordati              |
| Olivier Rabourdin  | Alfonso Cecchi               |
| Louise Chevillotte | Christina                    |
| Clotilde Courau    | Midea Carlini                |
| David Clavel       | Giuliano Carlini             |
| Quentin D'Hainaut  | Dorpeling                    |
| Guilaine Londez    | Zuster Jacopa                |
| Gaëlle Jeantet     | Zuster Petra                 |
| Justine Bachelet   | Zuster Juliana               |
| Lauriane Riquet    | Zuster Rosanna               |
| Elena Plonka       | Benedetta als kind           |

## Release
De film ging op 9 juli 2021 in première tijdens het filmfestival van Cannes, waar de film meedoet in de internationale competitie.

## Ontvangst

### Recensies
Op Rotten Tomatoes geeft 81% van de 26 recensenten de film een positieve recensie, met een gemiddelde score van 7,30/10. Website Metacritic komt tot een score van 68/100, gebaseerd op 15 recensies, wat staat voor "generally favorable reviews" (over het algemeen gunstige recensies).
NRC gaf een positieve recensie en schreef: "Benedetta is (...) een klassiek uitgebalanceerde, politieke film die zijn pulp knap doseert". De recensie was kritischer op het spel van hoofdrolspeelster Virginie Efira, dat wordt omschreven als "vlak" en "het ambivalente venijn mist van Verhoeven-heldinnen als Sharon Stone, Isabelle Huppert of Carice van Houten".

### Ophef
De film zorgt voor de nodige ophef, vooral vanwege een erotische scene waarin een mariabeeldje als dildo wordt gebruikt en dit expliciet in beeld wordt gebracht. In New York werd er gedemonstreerd, en in Rusland is de film verboden voor vertoning in bioscopen.
Regisseur Paul Verhoeven reageerde verbaasd over de ophef over de erotische scenes, terwijl er nauwelijks ophef was over de vele gewelddadige scenes van de film. "De ergste scène uit de hele film is die met de pear of anguish [een martelwerktuig dat vaginaal wordt ingebracht], maar niemand praat daarover. Dat heeft mij wel verbaasd ja. Hoe actrice Daphné Patakia dat speelt, hoe ze gillend onderuitglijdt op die tafel, hoe haar hele lichaam eigenlijk bezoedeld wordt, dat heb ik allemaal gebaseerd op een boekje over de inquisitie. Zo ging het echt."  "Het is gewoon realisme. Ik laat alles zien wat personages doen. Als ze elkaar verrot schieten, toon ik dat ook. Het is allemaal oké als er bloed in het rond spuit, alsof je een varken slacht. Maar zodra het om seks gaat, wat veel normaler is dan geweld, mag je het opeens niet meer laten zien."
Ook kreeg Verhoeven het verwijt dat de erotische scenes zouden zijn gefilmd met een 'male gaze'. Hij wijst dat resoluut van de hand: "Het boek dat de basis vormt van mijn film is geschreven door een vrouw, die zich weer baseerde op getuigenissen van twee vrouwen, Benedetta en Bartolomea. Daarnaast was een vrouw, Jeanne Lapoirie, verantwoordelijk voor de cinematografie. ‘Ik denk dan: waar is mijn male gaze? Het is een female gaze!’"

### Prijzen en nominaties
| Jaar | Evenement             | Categorie   | Genomineerde | Resultaat   |
| ---- | --------------------- | ----------- | ------------ | ----------- |
| 2021 | Cannes (74ste editie) | Gouden Palm | Benedetta    | Genomineerd |
| 2021 | Cannes (74ste editie) | Queer Palm  | Benedetta    | Genomineerd |